# Chāvakkād
Chāvakkād är en ort i Indien.   Den ligger i delstaten Kerala, i den södra delen av landet, 2 000 km söder om huvudstaden New Delhi. Chāvakkād ligger 14 meter över havet och antalet invånare är 38 011.
Terrängen runt Chāvakkād är mycket platt. Havet är nära Chāvakkād åt sydväst. Runt Chāvakkād är det mycket tätbefolkat, med 2 181 invånare per kvadratkilometer. Närmaste större samhälle är Trichūr, 18,3 km öster om Chāvakkād.